# Philibert Hugonet
Philibert Hugonet (Borgogna, 1420/1430 – Roma, 11 settembre 1484) è stato un cardinale italiano, noto come il Cardinale di Mâcon.

## Biografia
Il 2 ottobre 1472 fu nominato vescovo di Mâcon, carica che mantenne fino alla morte.
Il 7 maggio 1473 fu creato cardinale da papa Sisto IV; il 10 maggio ricevette la berretta cardinalizia, mentre il 17 maggio gli fu attribuito il titolo di Santa Lucia in Silice. Il 17 agosto 1477 optò per il titolo dei Santi Giovanni e Paolo.

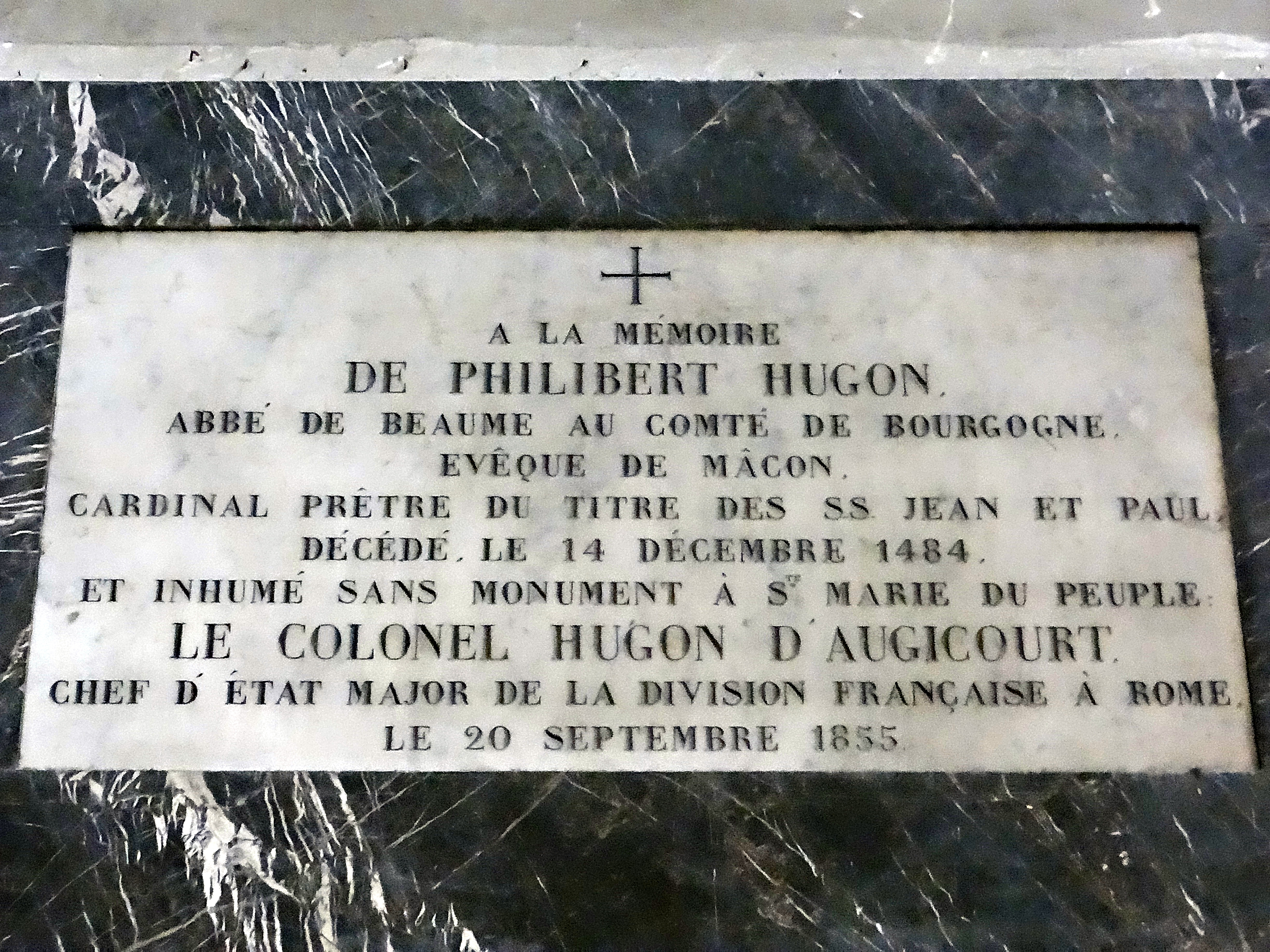
Lapide che ricorda l'inumazione del cardinale, basilica di Santa Maria del Popolo, Roma

Il 10 luglio 1484 fu nominato vescovo di Autun, mantenendo le altre cariche.
Partecipò al conclave del 1484, che elesse papa Innocenzo VIII. Due settimane dopo la conclusione del conclave, l'11 settembre 1484, morì nella sua abitazione in Campo de' Fiori. Fu sepolto nella basilica di Santa Maria del Popolo, dove è commemorato da una lapide.